# Roland Monpierre
Roland Monpierre est un auteur de bande dessinée français né en 1954 dans le 18e arrondissement. Issu d'une famille guadeloupéenne, il s'intéresse particulièrement, au travers de ses ouvrages, à la Culture afro-américaine.

## Carrière
Né à Paris de parents noirs venus de Guadeloupe, Roland Monpierre entre aux Beaux-Arts de Paris en 1970. À sa sortie de l'école, il travaille comme illustrateur pour les Deux Coqs d'or mais aussi pour l'hebdomadaire Black Hebdo et la maison d'éditions antillaise parisienne Éditions caribéennes. En 1981, devient dessinateur professionnel.
Monpierre fonde ensuite avec le fils d'immigrés algériens Farid Boudjellal et le fils d'immigrés espagnols José Jover le studio graphique Anita Comix, qui dessine pour diverses publications contre-culturelle et de gauche et s'investit dans la lutte antiraciste, notamment en réalisant l'affiche officielle de Convergence 84,. Apparaissant alors comme une des « figures les plus emblématiques » des auteurs de bande dessinée issus de l'immigration, Monpierre voit ses deux premiers albums publiés par Futuropolis en 1983 et 1985. 
Dans les années suivantes, Monpierre continue à s'intéresser principalement à la culture et à l'histoire caribéenne. Il réalise notamment une biographie de Bob Marley en bande dessinée publiée par les Éditions caribéennes en 1988, puis revient sur la vie du chanteur dans un diptyque publié par Albin Michel et Glénat en 2006 et 2008. 
Désireux de poursuivre son étude des questions d'identité, Monpierre réalise ensuite une biographie du Chevalier de Saint-George publiée en 2010, puis adapte Georges d'Alexandre Dumas (1843) et Diab’-là de Joseph Zobel (1946), deux romans évoquant ces questions.

## Œuvres

### Albums de bande dessinée
- Repas Antillais, Futuropolis, coll. « Maraccas » no 14, 1983 (BNF 34720566).
- Anita Comix (avec José Jover et Farid Boudjellal), Arcantère, 1984 (BNF 34767270).
- Le Diable blanc, Futuropolis, coll. « X », 1986 (BNF 34872659).
- Reggae Rebel : La Vie de Bob Marley, Éditions Caribéennes, 1988  (ISBN 2876790297). 
  - Bob Marley en BD, EiseMusic, 2001. Réédition colorisée.
  - Reggae Rebel : Bob Marley, Roots éditions, 2017  (ISBN 9782723391900). Reprise de la réédition colorisée.
- Bob Marley : La Légende des Wailers, Albin Michel, 2006  (ISBN 2226171274).
- Bob Marley : La Légende du Lion, Glénat, coll. « Vent des savanes », 2008  (ISBN 9782356260024).
- La Légion Saint George, Caraïbéditions, 2010  (ISBN 9782917623183).
- Monsieur Georges (d’après le roman d'Alexandre Dumas), Dagan, coll. « Dagan BD », 2013  (ISBN 9782919612413).
- Diab’-là (d'après le roman de Joseph Zobel), Nouvelles Éditions latines, 2015  (ISBN 9782723391900).

### Livres jeunesse
- Les Rêves de Paris, Tartamudo, coll. « Motos », 2004  (ISBN 2910867110).